# Elektroretinografija
Elektroretinografija (skraćeno ERG), kao jedna od elektrofizioloških dijagnostičkih metoda u oftalmologiji predstavlja ukupni odgovor retine (mrežnjače) na svetlosnu stimulaciju celog polja. Tima ona zapravo govori o funkciji fotoreceptora i unutrašnjih nuklearnih slojeva retine.

## Opšta razmatranja
Opšti oftalmolozi i klinički oftalmolozi svakodnevno se susreću sa raznovrsnom patologijom, koja nameće potrebu za sve kvaltetnijom dijagnostikom — ili pravom dijagnozom. Tu dodatna dijagnostika poput elektroretinografija najčešće rešava problem. 
U populaciji odraslih koji se žale na pad vida elektrofiziologija može dati odgovor na pitanje da li je u pitanju problem retine ili sprovodnog optičkog puta. Fine i diskretne promene retine mogu biti problem za kliničku detekciju, ali se elektroretinografski vrlo jasno uočavaju, pa je sve pacijente koji se žale na smetnje vezane za sužavanje vidnog polja, problema orijentacije pri slabom osvetljenju i sl. vrlo korisno uputiti na ovu vrstu ispitivanja.
Elektroretinografija uz svu dodatnu dijagnostiku može dati potpuni odgovor na pitanje da li je reč o glaukomu, naslednoj ili urođenoj distrofiji ili perifernoj degeneraciji retine.

## Podtipovi uređaja za ERG

### Slikovni ERG
Kao podtip ERG-a danas se ispituje i slikovni (eng. Pattern) ERG za koji se smatra da je usko povezan s funkcijom ganglijskih ćelija retine i funkcije makule. 

### Multifokalna elektroretinografija
Poslednjih nekoliko godina u elektroretinografsko ispitivanje uključen je i multifokalni ERG (mfERG), koji reflektuje lokalni retinalni odgovor izazvan funkcijom čepića superponiranom na prethodno svetlosno adaptirane sve fotoreceptore. 
Multifokalna elektroretinografija (mfERG) predstavlja najosetljiviju metodu za detekciju toksičnih taloga oko fotoreceptora makule što omogućava blagovremenu obustavu ili zamenu terapije. I dok elektroretinografija objektivno uspostavlja disfunkciju mrežnjače. Uz multifokalnoj elektroretinografiju, fokalni odgovori su dobijeni sa velikog broja mesta na mrežnjači (retini) na osnovu kojih se izrađuju topografske karte zona sa poremećenom funkcijom. 
Većina odgovora na elektroretinografiju dolazi iz spoljašnjih slojeva mrežnjače (fotoreceptori, bipolarne ćelije), multifokalna elektroretinografija pored ovoga  koristi za objektivnu evaluaciju funkcije ganglionskih ćelija. Neki od signala odgovora dolaze od vlakana ganglijskih ćelija koje se nalaze pored optičkog nervnog diska. Ova komponenta u bolesnika sa glaukomom je understated. Ova metoda ne zahteva dilataciju ispitanika. Takoše razvijeni su i posebni sistemi koji proučavaju pojačanje, izolaciju i mapiranje ove komponente odgovora.
Iako još uvek ne podleže ICEV standardu, ovaj test ima široku primenu u ispitivanju funkcije makule kod bolesti retine koje pogađaju isključivo ili dominantno ovaj deo retine. Za sada je za ovu vrstu ispitivanja ICEV doneo više protokola i vodiča, pa se očekuje i skora standardizacija metode ispitivanja.

## Indikacije
Ova dijagnostika se gotovo redovno primenjivala, a i danas je u primeni kao definitivna potvrda sledećih bolesti
- Pigmentne retinopatije i drugi nasledni degenerativni procesi.
- Leberove kongenitalne amauroze (za rano postavljanje dijagnoze ovog stanja).
- Retinoshize.
- Horoideremije.
- Kongenitalnog neprogresivnog noćnog slepila.
- Ahromatopsije,
- Ušerovog sindroma i drugih bolesti.
- Dijabetesna retinopatija sa makularnim edemom.[4]

## Značaj
Poseban značaj danas primene ERG metode u dijagnostici ima kod:
- stečenih bolesti  oka koje su primarno očne ili su posledica nekih sistemskih stanja.
- kod dijabetesne retinopatije,
- okluzije krvnih sudova oka,
- kod primene toksičnih lekova u sklopu lečenja sistemskih imunoloških bolesti, imajući u vidu da je danas sve rasprostranjenijoj patologiji i sve je više pacijenata na terapiji derivatima hlorokvina i drugim toksičnim lekovima koji se talože na retini, pre svega u regiji makule. Značajno je i to što od sistemskih imunoloških bolesti oboleva dominantno radno aktivna populacija, koja se rano i dugoročno podvrgava lečenju različitim terapijskim modalitetima od kojih su neki i toksični za oko. Kod ove grupe ljudi umanjenje vidne funkcije dovodi do radne nesposobnosti, do povreda na radu, pa i do smrtnog ishoda. Faktor vremena u otkrivanju toksičnih produkata lečenja je od velike važnosti.

## Princip rada
Elektroretinografija (ERG) predstavlja dijagnostički metod kojim se detektuje i meri električna aktivnost stvorena u neuronima i neneuronskim ćelijama retine, a koja nastaje kao odgovor na svetlosni stimulus. Dominantno se električna aktivnost meri postavljanjem elektroda direktno na rožnjaču oka, mada danas postoje i načini za merenje bez direktnog kontakta s okom.
ERG obezbeđuje oftalmologu izuzetno značajne informacije za kliničku praksu u raznovrsnoj patologiji retine i vrlo je primenljiva dijagnostička metoda kako kod odraslih, tako i kod dece (kod koje je postavljanje sumnje na patologiju retine značajnoito kad se radi o dečjem uzrastu).

## Spoljašnje veze
- Medical Encyclopedia - Electroretinography (језик: енглески)
- Electrorretinografía Multifocal (језик: шпански)

|  | Molimo Vas, obratite pažnju na važno upozorenje u vezi sa temama iz oblasti medicine (zdravlja). |